# Campionati del mondo di ciclismo su strada 2020 - Gara in linea femminile Elite
La gara in linea femminile Elite dei Campionati del mondo di ciclismo su strada 2020 si svolse il 26 settembre 2020 con partenza e arrivo all'Autodromo Enzo e Dino Ferrari di Imola, in Italia, su un percorso totale di 143,0 km.
La gara si è conclusa con la vittoria della olandese Anna van der Breggen, già vincitrice della prova a cronometro, davanti alla connazionale Annemiek van Vleuten, che ha battuto allo sprint per l'argento l'italiana Elisa Longo Borghini.

## Squadre e corridori partecipanti[1]
| N.      | Cod. | Squadra       |
| ------- | ---- | ------------- |
| 1-8     | NLD  | Paesi Bassi   |
| 9-15    | ITA  | Italia        |
| 16-22   | GER  | Germania      |
| 23-39   | AUS  | Australia     |
| 30-36   | USA  | Stati Uniti   |
| 37-42   | DNK  | Danimarca     |
| 43-48   | GBR  | Gran Bretagna |
| 49-54   | POL  | Polonia       |
| 55-60   | ESP  | Spagna        |
| 61-66   | BEL  | Belgio        |
| 67-71   | FRA  | Francia       |
| 72-74   | NZL  | Nuova Zelanda |
| 75      | CUB  | Cuba          |
| 76-80   | SLO  | Slovenia      |
| 81-86   | CAN  | Canada        |
| 87-89   | UKR  | Ucraina       |
| 90-91   | ZAF  | Sudafrica     |
| 92-94   | RUS  | Russia        |
| 95-100  | NOR  | Norvegia      |
| 101-103 | SWE  | Svezia        |
| 104-106 | LUX  | Lussemburgo   |

| N.      | Cod. | Squadra           |
| ------- | ---- | ----------------- |
| 107-108 | BLR  | Bielorussia       |
| 109-111 | LTU  | Lituania          |
| 112-114 | AUT  | Austria           |
| 115-118 | CHE  | Svizzera          |
| 119     | HUN  | Ungheria          |
| 120     | SVK  | Slovacchia        |
| 121-123 | CZE  | Repubblica Ceca   |
| 124-126 | ISL  | Islanda           |
| 127     | EST  | Estonia           |
| 128-130 | COL  | Colombia          |
| 131     | TTO  | Trinidad e Tobago |
| 133     | ISR  | Israele           |
| 134-137 | MEX  | Messico           |
| 138     | UZB  | Uzbekistan        |
| 139     | JPN  | Giappone          |
| 140     | CHI  | Cile              |
| 141     | LVA  | Lettonia          |
| 142     | ARG  | Argentina         |
| 143     | ETI  | Etiopia           |
| 144-145 | MAR  | Marocco           |

## Ordine d'arrivo (Top 10)
| Pos. | Corridore             | Squadra       | Tempo    |
| ---- | --------------------- | ------------- | -------- |
| 1    | Anna van der Breggen  | Paesi Bassi   | 4h09'57" |
| 2    | Annemiek van Vleuten  | Paesi Bassi   | a 1'20"  |
| 3    | Elisa Longo Borghini  | Italia        | s.t.     |
| 4    | Marianne Vos          | Paesi Bassi   | a 2'01"  |
| 5    | Liane Lippert         | Germania      | s.t.     |
| 6    | Elizabeth Deignan     | Gran Bretagna | s.t.     |
| 7    | Katarzyna Niewiadoma  | Polonia       | s.t.     |
| 8    | Cecilie Uttrup Ludwig | Danimarca     | a 2'41"  |
| 9    | Lisa Brennauer        | Germania      | a 3'08"  |
| 10   | Marlen Reusser        | Svizzera      | s.t.     |